# Gecko Keck

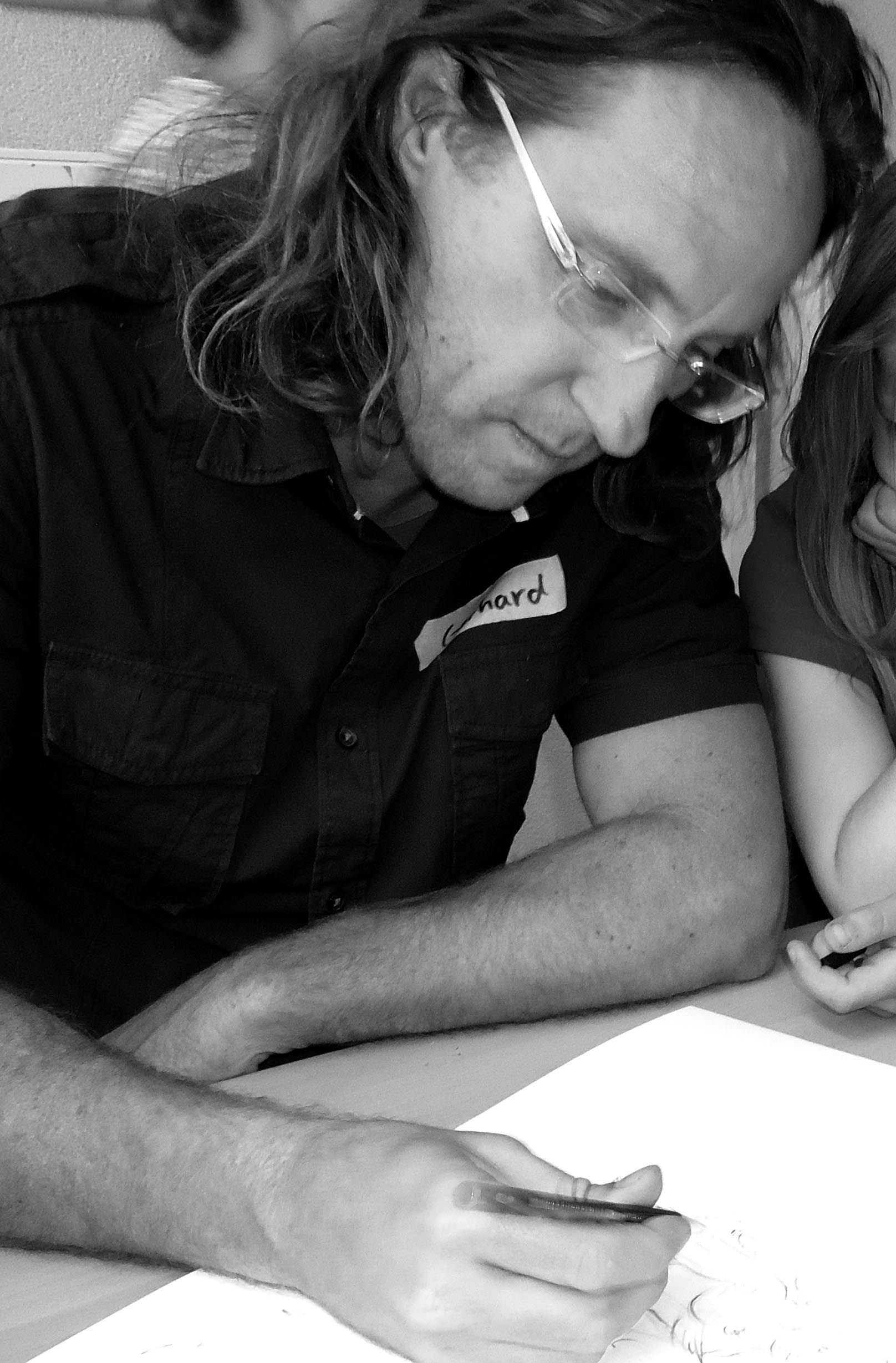
Gecko Keck in einem Zeichenkurs, 2014

Gecko Keck (eigentlich Gerhard Wörner; * November 1967 in Stuttgart) ist ein deutscher Künstler, Designer und Autor. Er hat auch unter anderem an der Spielzeugentwicklung der Überraschungseier bei Ferrero mitgewirkt.

## Leben
Bereits in seiner Kindheit widmete Gecko Keck viel Zeit dem Malen und Zeichnen. Ein Ereignis war dabei prägend. Auf einer der zahlreichen Elba-Reisen mit seinen Eltern beobachtete er 1976 einen italienischen Karikaturist in der kleinen Bucht des Fischerdorfs Sant‘ Andrea bei der künstlerischen Arbeit. Begeistert von der Technik des Zeichnens mit Kohle begann auch er in den folgenden Jahren seine Familie, Verwandte, Freunde und sogar seine Lehrer immer wieder zu zeichnen. Das Abitur folgte 1987 mit den Leistungsfächern „Kunst“ und „Mathematik“. Nach einem Jahr Wehrdienst begann Gecko Keck sich bei zahlreichen Verlagen und Firmen als Künstler, Illustrator und Designer zu bewerben, zunächst allerdings mit wenig Erfolg. Ab 1989 kamen erste Aufträge, besonders von Zeitschriften der Vereinigten Motor Verlage. Diese Tätigkeit mündete kurze Zeit später in eine Festanstellung als Grafiker, Illustrator und Comiczeichner bei der Zeitschrift „Promobil“. Während dieser Zeit entwickelte er auch eigene Heftkonzepte und nahm gleichzeitig an verschiedenen Kunst-Ausstellungen im Raum Stuttgart teil. Parallel dazu entwickelte Gecko Keck verschiedene Comic-Konzepte und gestaltete zahlreiche Comic-Charaktere. Zunehmend genervt vom Büroalltag und dem wenig künstlerischen Arbeitsumfeld, erfolgte 1993 der Schritt in die Selbstständigkeit als freier Künstler und Designer.
1996 begann Gecko für den italienischen Weltkonzern Ferrero Spielsachen für Überraschungseier zu entwerfen, wobei er insgesamt über 5000 Zeichnungen und 300 Modelle anfertigte. Bis 2004 entwickelte er circa 40 % Prozent der Inhalte, von denen es geschätzte 8 Milliarden Kopien weltweit gibt. Dabei entwickelte er auch Produkte zu bekannten Lizenzthemen wie „Sponge Bob“, „Hello Kitty“, „Asterix“, „Herr der Ringe“, „Peanuts“, „die Schlümpfe“, „Star Wars“, „Harry Potter“, „Polarexpress“, „Tabaluga“ und „Die Sendung mit der Maus“.
Bereits 1993 begann Gecko Keck die Tätigkeit als Spielzeugentwickler für die Schleich GmbH., für die er neben den Schlumpf-Figuren auch die Konzeption der „Bayala Welt“ mitentwickelte, inkl. des Werks „Bayala – die Töchter des Elfenkönigs“, welches in fünf Sprachen weltweit veröffentlicht wurde. 1996 wurde Kecks eigene Kunstgalerie mit Gemälden und Skulpturen eröffnet.
2005 gründete er den Kieselsteiner Verlag. Seit 2004 macht er Produktdesigns für Nestlé, Milka und entwickelte Produkte im Süßwarenbereich für den Großhandel in Europa, Australien und den USA. 2007 entwickelte er für das Cannstatter Volksfest das offizielle Maskottchen Wasi, der Wasenhasi, sowie 2013 das weibliche Pendant dazu.
Seit 2000 erschienen von Gecko Keck ca. 100 Bücher, viele davon veröffentlicht im TOPP Verlag (frechverlag), darunter auch die bekannten Buchserien „Die Kunst des Zeichnens für Kinder“, „Step by Step Manga“ und „Micro Crimes“, woraus auch einige Bestseller bzw. Spiegel-Bestseller hervorgingen. Zahlreiche Bücher wurden im Laufe der Jahre von ausländischen Verlagen lizenziert und in andere Sprachen übersetzt. Die nahezu komplette Werkliste findet man auf seiner neuen Webseite www.gecko-keck.de unter „Werkliste“.
Das Gesamtwerk des Künstlers umfasst mittlerweile ca. 30.000 Zeichnungen, Gemälde und Figuren. Gecko Keck ist immer wieder zu verschiedenen Workshops unterwegs in Deutschland und im deutschsprachigen Ausland.

## Privates
Der Künstlername „Gecko“ entstand in Folge eines Bowling-Unfalls im Alter von 23 Jahren, bei dem das vordere Glied des rechte Ringfinger durch den unkontrollierten Wurf eines Mitspielers gequetscht wurde und seit diesem Vorfall dem Finger eines Geckos gleicht.
Gecko Keck ist seit 2002 verheiratet und hat zwei Töchter. Einen großen Teil seiner Zeit verbringt der Künstler auf der toskanischen Archipel-Insel Elba, wo auch die künstlerische Karriere ihren Ursprung hatte. Darüber hinaus liebt er den Norden, besonders die Landschaften und die Kultur nördlich des Polarkreises.

## Sonstiges
Secret Map
Im Januar 2021 startete des Kunstprojekt Secret Map. Die virtuelle Kunstgalerie gibt Einblicke in bisher unveröffentlichte Werke des Künstlers.
Pias Traum
Keck engagiert sich zusammen mit Autoren wie Hansy Vogt, Hansi Müller, Sascha Zeus und Michael Wirbitzky, Ursula Cantieni oder Andreas Läsker, mit dem Buch Pias Traum für die Stiftung Deutsche KinderKrebshilfe.

## Werke (Auswahl)
Die Kunst des Zeichnens für Kinder
- Die Kunst des Zeichnens für Kinder: Mit Übungsseiten zum Download TOPP Verlag, Stuttgart 2019, ISBN 978-3-7724-8437-7.
- Die Kunst des Zeichnens für Kinder: Übungsbuch TOPP Verlag, Stuttgart 2019, ISBN 978-3-7724-8459-9.
- Die Kunst des Zeichnens für Kinder Starter-Block Menschen TOPP Verlag, Stuttgart 2021, ISBN 978-3-7724-4457-9.
- Die Kunst des Zeichnens für Kinder Starter-Block Tiere TOPP Verlag, Stuttgart 2021, ISBN 978-3-7724-4456-2.
- Die Kunst des Zeichnens für Kinder Starter-Block Comic TOPP Verlag, Stuttgart 2021, ISBN 978-3-7724-4394-7.
- Die Kunst des Zeichnens für Kinder Starter-Block Natur TOPP Verlag, Stuttgart 2021, ISBN 978-3-7724-4393-0.
- Die Kunst des Zeichnens für Kinder: 365 Zeichenideen TOPP Verlag, Stuttgart 2021, ISBN 978-3-7724-4399-2.

Manga
- Mangas zeichnen – aber richtig! TOPP Verlag, Stuttgart 2009, ISBN 978-3-7724-6238-2.
- Manga Step by Step – Einzigartiger Basiskurs – Shojos, Chibis, Shonen. TOPP Verlag, Stuttgart 2016, ISBN 978-3-7724-8206-9.
- Manga Step by Step Übungsbuch – Einzigartiger Übungskurs für Shojos, Chibis, Shonen. TOPP Verlag, Stuttgart 2017, ISBN 978-3-7724-8322-6.
- Manga Step by Step Shojo TOPP Verlag, Stuttgart 2018, ISBN 978-3-7724-8332-5.
- Shojo. Manga Step by Step Übungsbuch: Einzigartiger Übungskurs für Shojos TOPP Verlag, Stuttgart 2019, ISBN 978-3-7724-8357-8.
- Manga – Der Quick-Start-Block TOPP Verlag, Stuttgart 2021, ISBN 978-3-7724-4784-6.

Kinderbücher

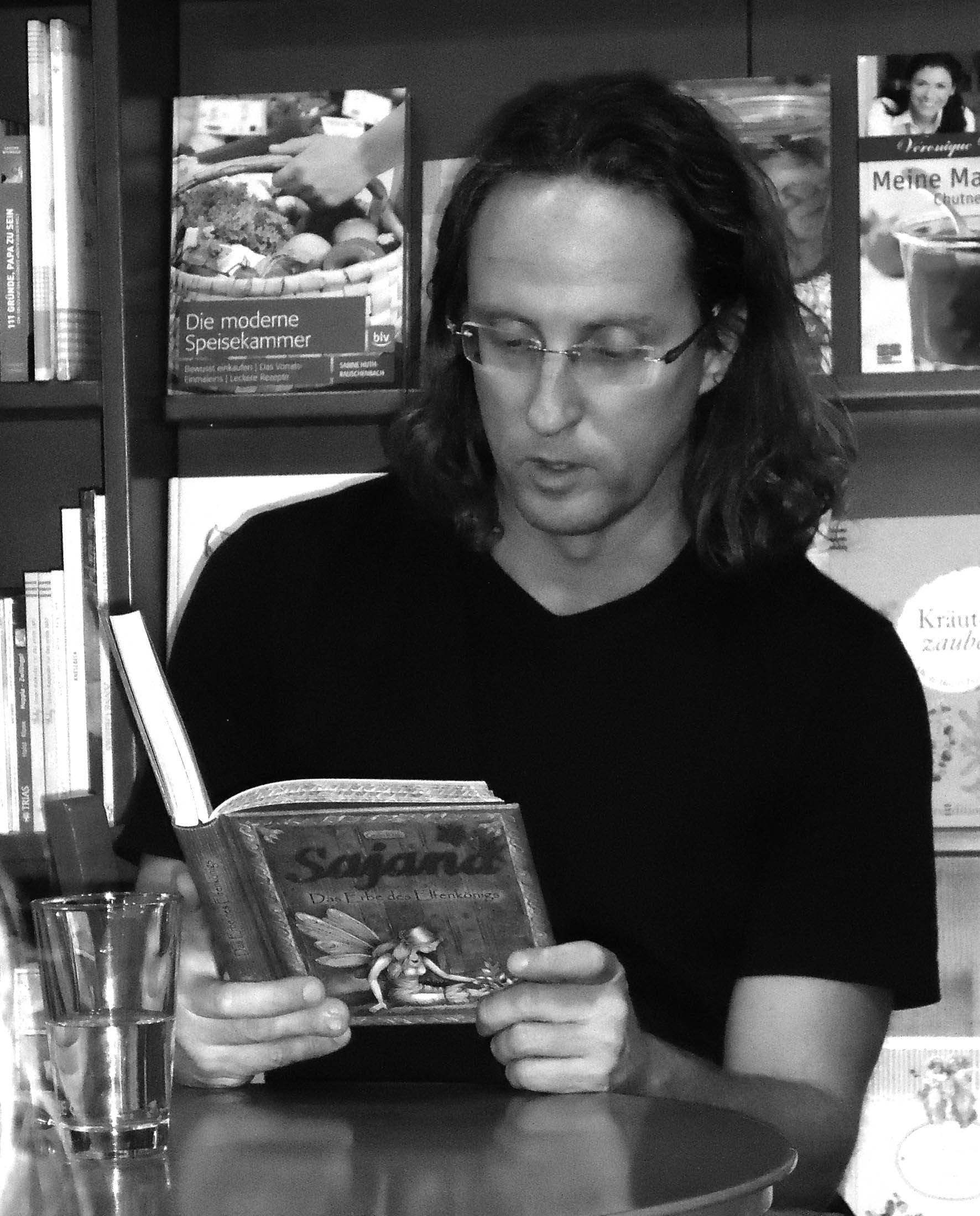
Buchlesung

- Bayala – Die Töchter des Elfenkönigs. Schleich, Schwäbisch Gmünd 2008, ISBN 978-3-9812518-0-7. (übersetzt in Englisch, Französisch, Spanisch und Italienisch)
- Sajana – Das Erbe des Elfenkönigs. Kieselsteiner Verlag, Stuttgart 2011, ISBN 978-3-9811447-0-3.
- Sajana – Das Erbe des Elfenkönigs. Hörbuch, Kieselsteiner Verlag, Stuttgart 2012, ISBN 978-3-9811447-9-6.
- Sajana – The Daughters of the Elf King. E-Book englisch Kieselsteiner Verlag, Stuttgart 2013, ISBN 978-3-9811447-6-5.
- Sajana – The Legacy of the Elven King. E-Book englisch Kieselsteiner Verlag, Stuttgart 2013, ISBN 978-3-945313-00-8.
- Sajana – Die Töchter des Elfenkönigs. E-Book deutsch Kieselsteiner Verlag, Stuttgart 2014, ISBN 978-3-9810346-5-3.
- Sajana und das Licht. Kieselsteiner Verlag, Stuttgart 2014, ISBN 978-3-9810346-9-1.

- The daughters of the Elf King. Hardcover, Kieselsteiner Verlag, Stuttgart 2019, ISBN 978-3-945313-88-6.
- Les filles du Roi des Elfes. Hardcover, Kieselsteiner Verlag, Stuttgart 2019, ISBN 978-3-945313-87-9.
- Le figlie del Re degli Elfi. Hardcover, Kieselsteiner Verlag, Stuttgart 2019, ISBN 978-3-945313-86-2.
- Las hijas del rey de los elfos. Hardcover, Kieselsteiner Verlag, Stuttgart 2019, ISBN 978-3-945313-85-5.

- Die Kieselsteiner Weihnachtsgeschichte. Kieselsteiner Verlag, Stuttgart 2005, ISBN 3-9810346-0-0.
- Die Kieselsteiner im Steinzeitfieber. Kieselsteiner Verlag, Stuttgart 2007, ISBN 978-3-9811447-8-9.
- Ente gut, Döner gut. Kieselsteiner Verlag, Stuttgart 2007, ISBN 978-3-9811447-1-0.
- Oinkquakwau! Kieselsteiner Verlag, Stuttgart 2007, ISBN 978-3-9810346-8-4.
- Graugrünweiß! Kieselsteiner Verlag, Stuttgart 2007, ISBN 978-3-9810346-7-7.
- Die Kieselsteiner Weihnachtsgeschichte. Hörspiel, Kieselsteiner Verlag, Stuttgart 2007, ISBN 978-3-9810346-3-9.
- Pias Traum oder wie kam der Hase auf den Wasen. Kieselsteiner Verlag, Stuttgart 2011, ISBN 978-3-9810346-0-8. (Der Erlös des Buches geht zu 100 % in die Deutsche Kinderkrebshilfe und die Stiftung Christoph Sonntag)
- Der Wintermacher. Kieselsteiner Verlag, Stuttgart 2012, ISBN 978-3-9811447-4-1.
- Mein schneller Papa. Kieselsteiner Verlag, Stuttgart 2016, ISBN 978-3-945313-01-5.

Kreativ-Bücher

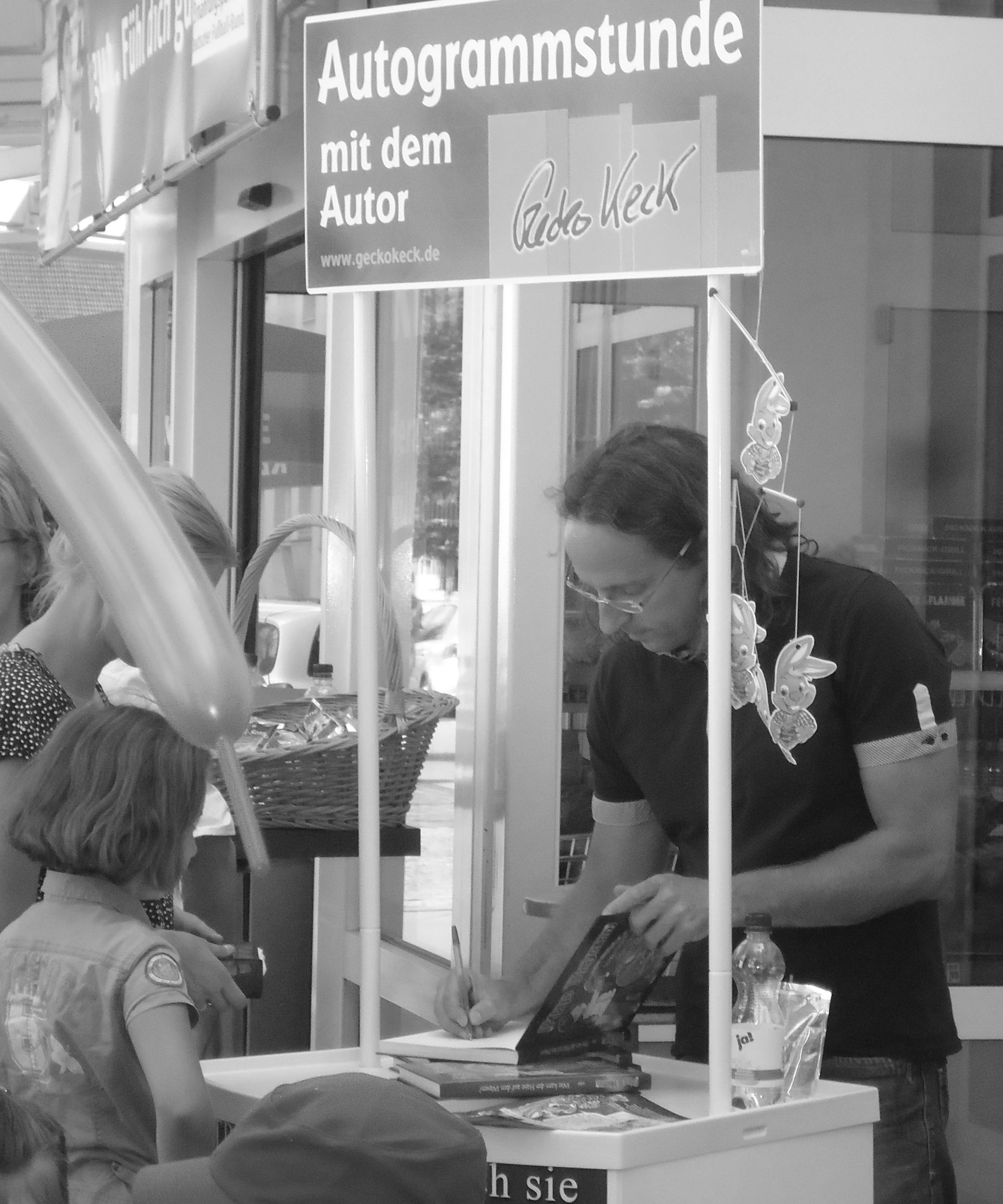
Autogrammstunde

- Comics selber zeichnen. TOPP Verlag, Stuttgart 2000, ISBN 3-7724-2704-9.
- Tiere zeichnen für Einsteiger. Droemer Knaur, München 2003, ISBN 3-426-66736-3.
- Blumen . TOPP Verlag, Stuttgart 2007, ISBN 978-3-7724-6232-0.
- Porträts . TOPP Verlag, Stuttgart 2007, ISBN 978-3-7724-6231-3.
- Fantasy. TOPP Verlag, Stuttgart 2007, ISBN 978-3-7724-6230-6.
- Gothic. TOPP Verlag, Stuttgart 2008, ISBN 978-3-7724-6235-1.
- Akt. TOPP Verlag, Stuttgart 2008, ISBN 978-3-7724-6234-4.
- Science Fiction. TOPP Verlag, Stuttgart 2008, ISBN 978-3-7724-6233-7.
- Landschaft. TOPP Verlag, Stuttgart 2008, ISBN 978-3-7724-6236-8.
- Tiere. TOPP Verlag, Stuttgart 2009, ISBN 978-3-7724-6237-5.
- Gute-Laune-Doodles, Wenn du wieder zuhören musst. TOPP Verlag, Stuttgart 2009, ISBN 978-3-7724-6291-7.
- Gute-Laune-Doodles, Wenn du wieder warten musst. TOPP Verlag, Stuttgart 2009, ISBN 978-3-7724-6292-4.
- Das große Doodle Buch. TOPP Verlag, Stuttgart 2009, ISBN 978-3-7724-6290-0.
- Mandalas auf Keilrahmen. TOPP Verlag, Stuttgart 2009, ISBN 978-3-7724-3775-5.
- Glückssymbole aus aller Welt. TOPP Verlag, Stuttgart 2009, ISBN 978-3-7724-5637-4.
- Schultüten für freche Mädchen. TOPP Verlag, Stuttgart 2010, ISBN 978-3-7724-3818-9.
- Schultüten für freche Jungs. TOPP Verlag, Stuttgart 2010, ISBN 978-3-7724-3817-2.
- Bilder der Ruhe. TOPP Verlag, Stuttgart 2011, ISBN 978-3-7724-5657-2.
- Erfolgreich zeichnen. TOPP Verlag, Stuttgart 2011, ISBN 978-3-7724-6054-8.

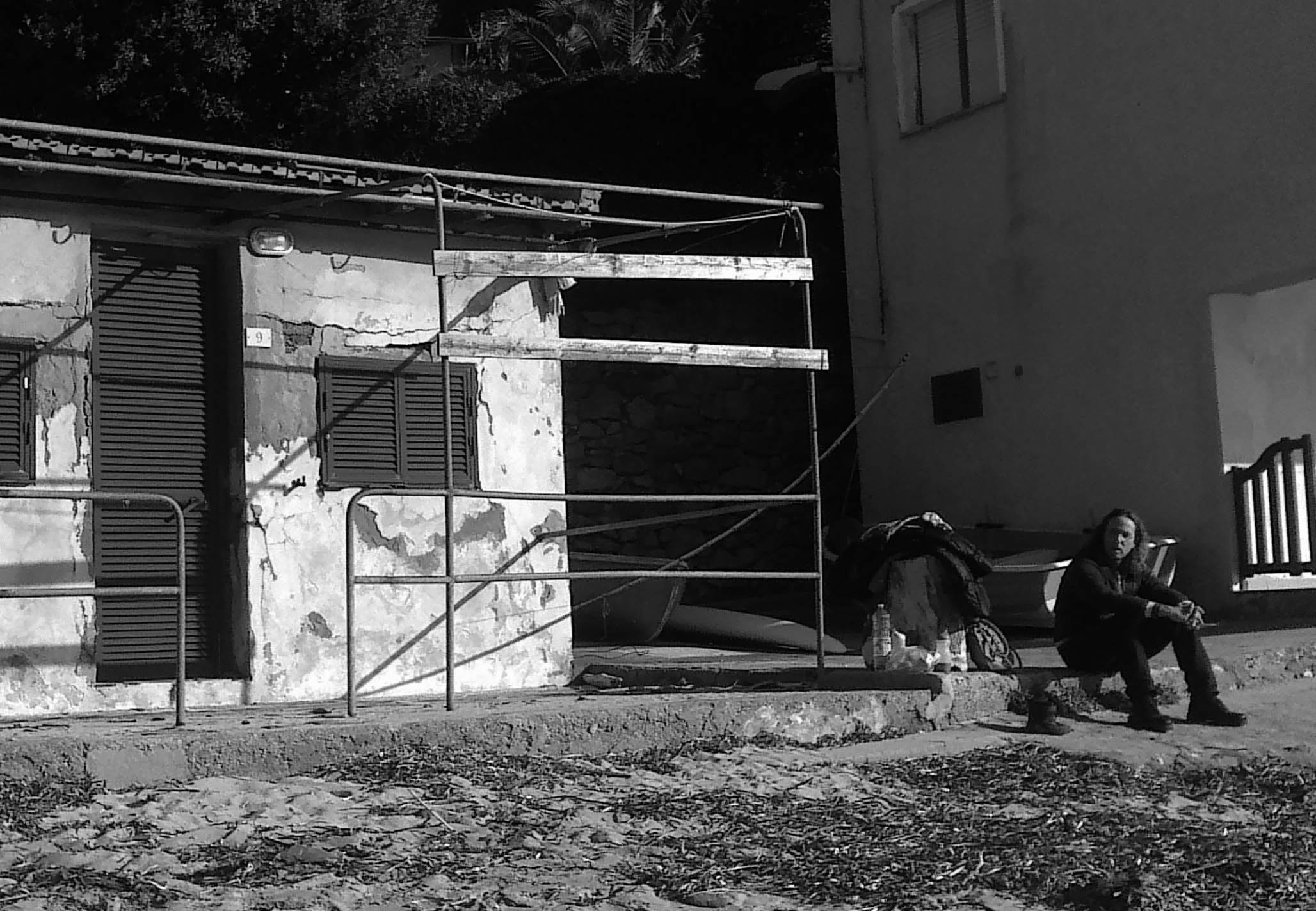
Gecko Keck zuhause auf Elba

- Gegen den Strich, das etwas andere Zeichenbuch. TOPP Verlag, Stuttgart 2012, ISBN 978-3-7724-6240-5.
- Schnelles Wissen in 30 Minuten – Zeichnen Gesichter. TOPP Verlag, Stuttgart 2013, ISBN 978-3-7724-6981-7.
- Kuli Kunst – Kreativ mit Kugelschreiber. TOPP Verlag, Stuttgart 2016, ISBN 978-3-7724-8216-8.
- Erfolgreich zeichnen – Blumen, Landschaft, Porträts, Akt, Tiere. TOPP Verlag, Stuttgart 2016, ISBN 978-3-7724-8223-6.
- Schwäbisch ausmalen – 30 typisch schwäbische Motive. TOPP Verlag, Stuttgart 2016, ISBN 978-3-7724-8286-1.
- Die 100 schönsten Orte Deutschlands zum Ausmalen. TOPP Verlag, Stuttgart 2016, ISBN 978-3-7724-8299-1.
- Figürliches Zeichnen mit der Gliederpuppe: Anatomie leicht gemacht! TOPP Verlag, Stuttgart 2017, ISBN 978-3-7724-8295-3.
- The Art of Figure Drawing. Quarto Publishing Group USA Inc, Stuttgart 2020, ISBN 978-1-63322-881-8.
- Die ganze Welt des Zeichnens. TOPP Verlag, Stuttgart 2021, ISBN 978-3-7724-4780-8.

## Belege
1. ↑  Claudia Leihenseder: Zu Hause in Cannstatt – und auf dem Meer. stuttgarter-nachrichten.de vom 8. Juni 2017, abgerufen am 21. Februar 2021.
2. ↑  Archivierte Kopie (Memento vom 17. Mai 2014 im Internet Archive)

| Personendaten    | Personendaten                     |
| ---------------- | --------------------------------- |
| NAME             | Keck, Gecko                       |
| ALTERNATIVNAMEN  | Wörner, Gerhard (wirklicher Name) |
| KURZBESCHREIBUNG | deutscher Künstler und Autor      |
| GEBURTSDATUM     | November 1967                     |
| GEBURTSORT       | Stuttgart, Deutschland            |